# Фронтбанн

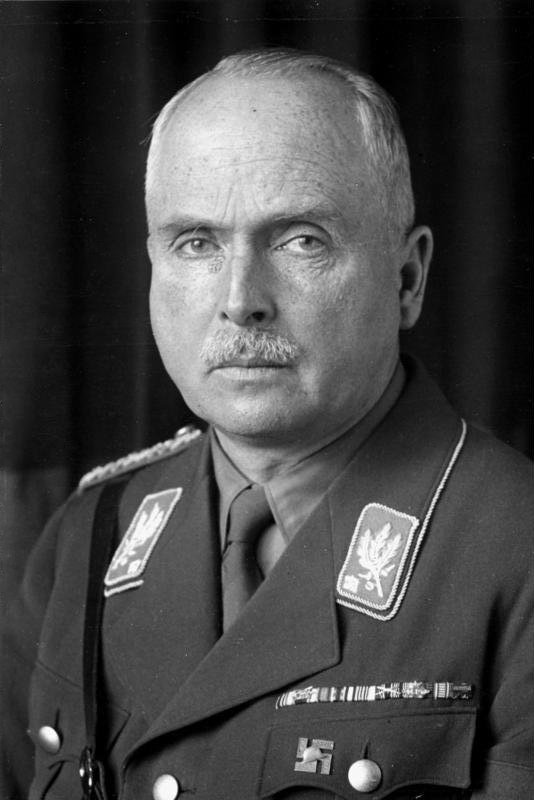
Карл Эдуард, герцог Саксен-Кобург-Готский (1933), обергруппенфюрер НСКК. На левом кармане — знак Фронтбанна

Фронтбанн, также известный как Подпольный фронт (нем. Frontbann) — нацистская организация.

## История
После провала Пивного путча нацистская партия (НСДАП) и штурмовые отряды (СА) были запрещены правительством Веймарской республики. Чтобы сохранить законный статус, НСДАП была перерегистрирована под названием Партия национал-социалистической свободы, а СА получил название Фронтбанн (неформально «Подпольный фронт»). Новая организация состояла из членов СА и выполняла те же функции. Организацию возглавлял лидер СА Эрнст Рём. Фронтбанн имел подразделения по всей Германии — всего 30 000 человек.
Фронтбанн был расформирован в феврале 1925 года после снятия запрета на деятельность СА.

## Униформа
Форма Фронтбанна походила на форму СА со следующими отличиями:
- куртка и фуражка были серого цвета, а не коричневого;
- на нарукавной повязке вместо чёрной свастики был изображён красный «стальной шлем».

## Знак Фронтбанна
Знак Фронтбанна (нем. Frontbannabzeichen) был учреждён в 1932 году членами группы СА «Берлин-Бранденбург» в честь прежней организации «периода борьбы». Чтобы получить его, необходимо было состоять членом Фронтбанна, НСДАП или другой полувоенной неправительственной организации до 31 декабря 1927 года. В 1933 году знак стал официальной партийной наградой.
Вскоре после «ночи длинных ножей» знак был исключен из списка партийных наград, и его ношение членами НСДАП с конца 1934 года было запрещено.
Знак представлял собой серебристую свастику с наложенным в центре стальным шлемом. На лучах свастики были слова, которые формировали фразу Wir wollen frei werden (мы хотим быть свободными). Диаметр знака — 20 мм. Награда крепилась к одежде с помощью штифта.

## Известные члены организации
- Эрнст Рём — руководитель
- Курт Далюге — руководитель берлинского подразделения
- Мартин Борман — член подразделения в Тюрингии
- Карл Эдуард, герцог Саксен-Кобург-Готский